# Bislett Games

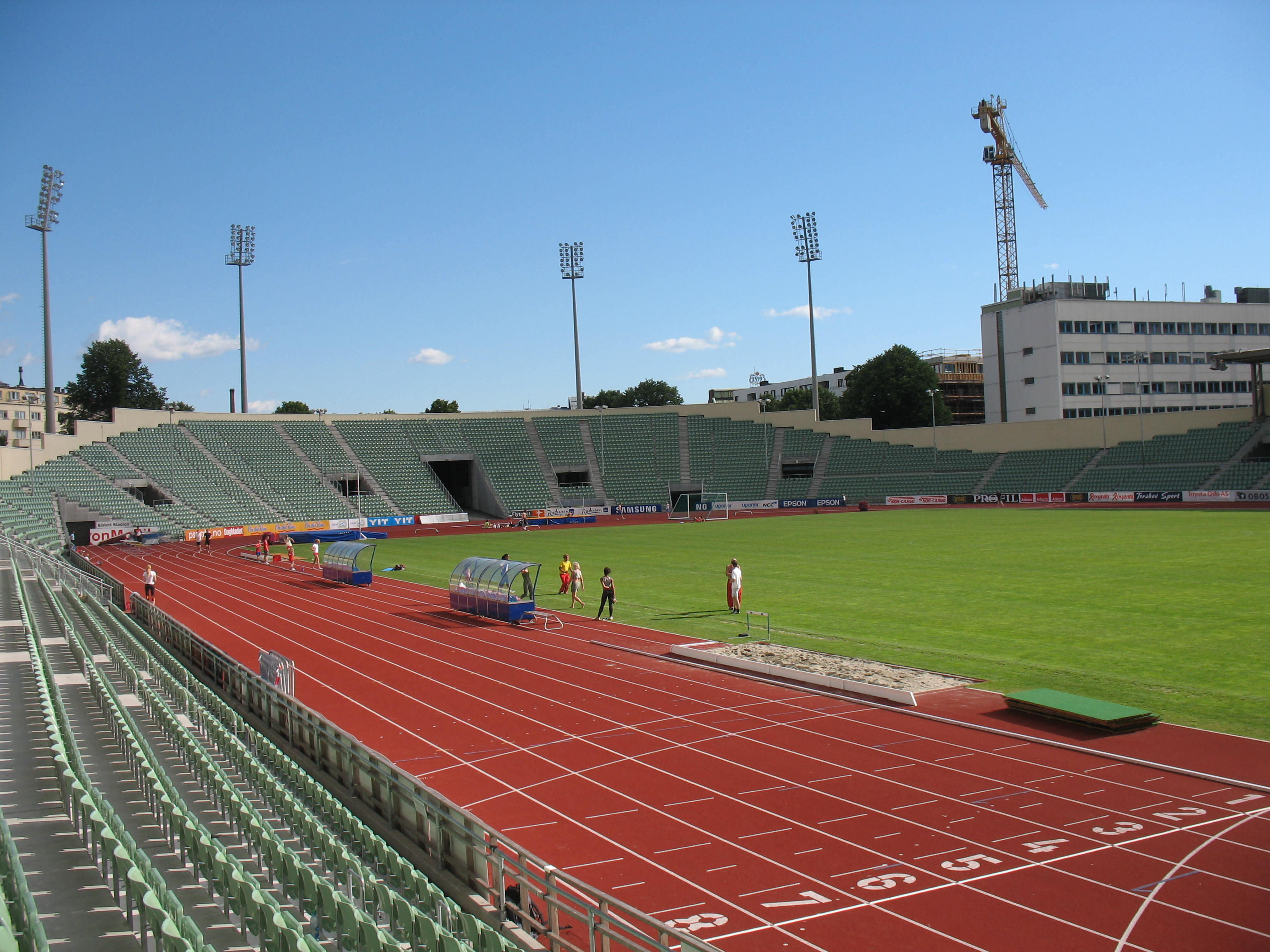
Het Bislett stadion.

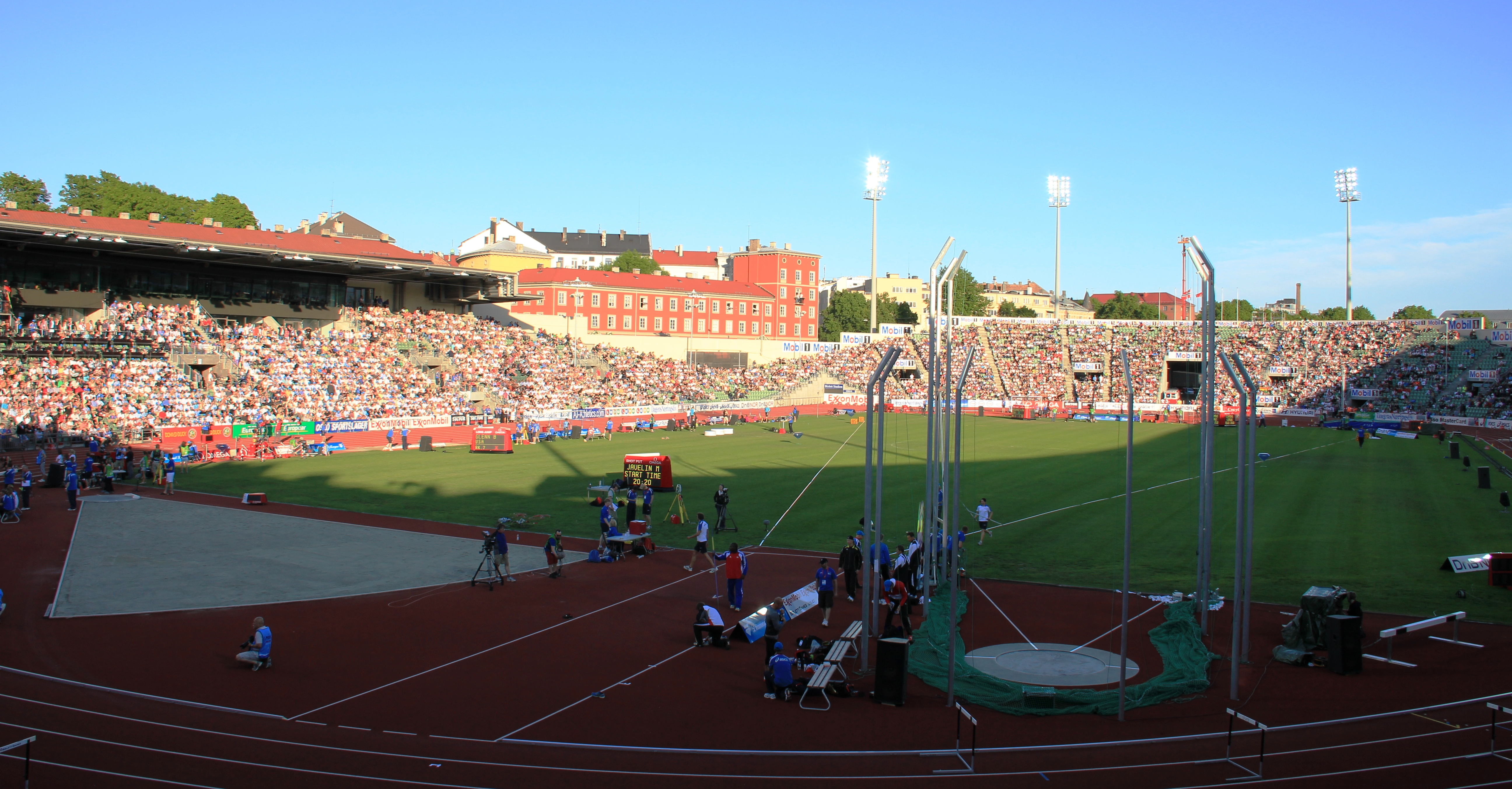
De Bislett Games van 2010.

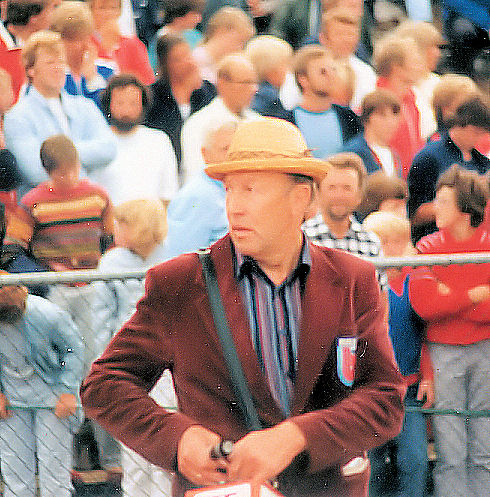
Arne Haukvik, lange tijd het hoofd van de Bislett Games.

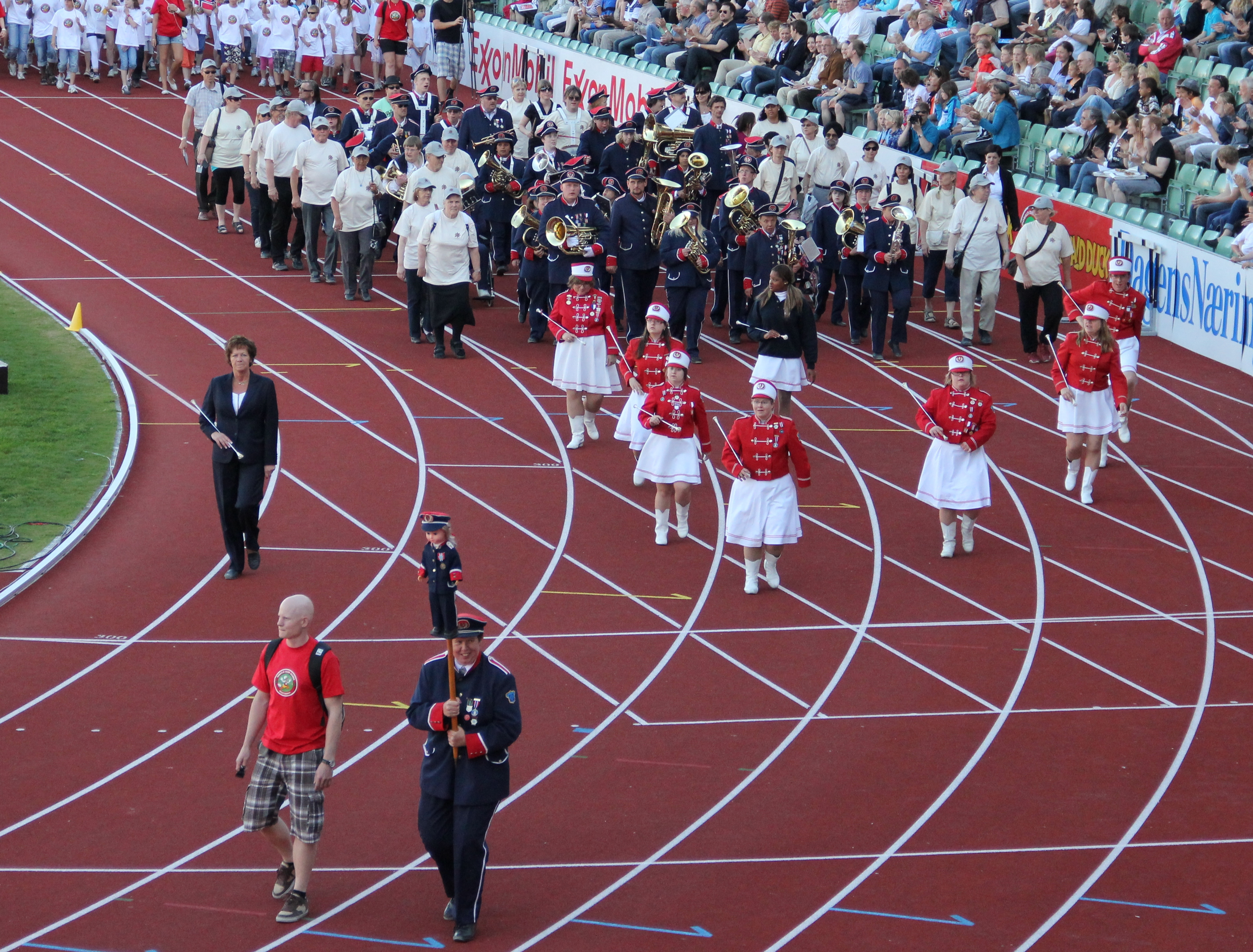
Openingsoptocht in 2010.

De Bislett Games, officieel de ExxonMobil Bislett Games is een internationaal atletiekevenement, gehouden in het Bislett Stadion in Oslo (Noorwegen). De wedstrijd behoorde van 1993 tot 1997 tot de Golden Four. Vanaf 1998, toen de Golden League werd opgericht, werd het een Golden League-wedstrijd. Vanaf 2010, toen de Golden League werd vervangen door de Diamond League, behoort het daartoe.

## Geschiedenis
De eerste editie van de Bislett Games vond plaats in 1924, toen nog onder de naam "The American Meetings". Die naam bleef staan tot 1937. De volgende editie vond daarna plaats in 1947, nadat het jaar daarvoor de Europese kampioenschappen atletiek in het Bislett Stadion waren gehouden. Tot en met 1964 vonden verschillende edities plaats met wisselende namen.
In 1965 vormden de atletiekbonden BUL, Vidar en Tjalve de Bislett Alliance. Sinds dat jaar wordt de wedstrijd de Bislett Games genoemd. In 1966 kwam de organisatie volledig in handen van de Bislett Alliance. Het hoofd van de wedstrijd Arne Haukvik, actief in de organisatie vanaf 1955, nodigde vanaf de eerste Bislett Games een dag voor de wedstrijd de atleten, sponsoren en de pers uit bij hem thuis, waar hij hen aardbeien met room gaf. Ook na de dood van Haukvik in 2002 werd de traditie voortgezet, en nu wordt het aardbeienfeestje nog steeds jaarlijks gehouden.
Een tijdje waren er elk jaar twee edities van (de voorloper van) de Bislett Games. Later is dit weer teruggebracht naar één wedstrijd per jaar.

## Wereldrecordstijdens de Bislett Games
| Datum             | Atleet                       | Onderdeel            | Prestatie    | Huidig wereldrecord                    |
| ----------------- | ---------------------------- | -------------------- | ------------ | -------------------------------------- |
| 25 juli 1924      | Adriaan Paulen               | 500 m                | 63,8 s       | Nee, verbeterd op 6 juni 1926          |
| 13 augustus 1925  | Charles Hoff                 | polsstokhoogspringen | 4,23 m       | Nee, verbeterd op 27 september 1925    |
| 5 augustus 1934   | Jack Torrance                | kogelstoten          | 17,40 m      | Nee, verbeterd op 17 april 1948        |
| 6 augustus 1934   | Eulace Peacock               | 100 m                | 10,3 s (ev.) | Nee, verbeterd op 20 juni 1936         |
| 6 augustus 1934   | Ben Eastman                  | 500 m                | 62,0 s       | In 1938 van IAAF-recordlijst afgevoerd |
| 6 augustus 1934   | Percy Beard                  | 110 m horden         | 14,2 s       | Nee, verbeterd op 19 juni 1936         |
| 25 augustus 1934  | Harald Andersson             | discuswerpen         | 52,20 m      | Nee, verbeterd op 25 augustus 1934     |
| 25 augustus 1934  | Harald Andersson             | discuswerpen         | 52,42 m      | Nee, verbeterd op 28 april 1935        |
| 2 augustus 1935   | Alvin Moreau                 | 110 m horden         | 14,2 s (ev.) | Nee, verbeterd op 19 juni 1936         |
| 27 augustus 1936  | Forrest Towns                | 110 m horden         | 13,7 s       | Nee, verbeterd op 4 juli 1950          |
| 28 juli 1949      | Jim Fuchs                    | kogelstoten          | 17,79 m      | Nee, verbeterd op 29 april 1950        |
| 14 september 1952 | Sverre Strandi               | kogelslingeren       | 61,25 m      | Nee, verbeterd op 5 september 1953     |
| 5 september 1953  | Sverre Strandi               | kogelslingeren       | 62,36 m      | Nee, verbeterd op 29 augustus 1954     |
| 15 juli 1955      | Pentti Karvonen              | 3000 m steeplechase  | 8.47,8       | Nee, verbeterd op 31 augustus 1955     |
| 6 september 1955  | Lászlo Tábori Gunnar Nielsen | 1500 m               | 3.40,8       | Nee, verbeterd op 3 augustus 1956      |
| 1 juli 1964       | Terje Pedersen               | speerwerpen          | 87,12 m      | Nee verbeterd op 2 september 1964      |
| 2 september 1964  | Terje Pedersen               | speerwerpen          | 91,72 m      | Nee, verbeterd op 23 juli 1968         |
| 14 juli 1965      | Ron Clarke                   | 10.000 m             | 27.39,4      | Nee, verbeterd op 3 augustus 1972      |
| 30 juli 1974      | Rick Wohlhuter               | 1000 m               | 2.13,9       | Nee, verbeterd op 5 juli 1979          |
| 24 juni 1975      | Grete Waitz                  | 3000 m               | 8.46,6       | Nee, verbeterd op 21 juni 1976         |
| 25 juni 1975      | Anders Gärderud              | 3000 m steeplechase  | 8.10,4       | Nee, verbeterd op 1 juli 1975          |
| 21 juni 1976      | Grete Waitz                  | 3000 m               | 8.45,4       | Nee, verbeterd op 7 augustus 1976      |
| 5 juli 1979       | Sebastian Coe                | 800 m                | 1.42,33      | Nee, verbeterd op 10 juni 1981         |
| 1 juli 1980       | Steve Ovett                  | 1 Eng. mijl          | 3.48,8       | Nee, verbeterd op 19 augustus 1981     |
| 11 juli 1981      | Sebastian Coe                | 1000 m               | 2.12,18      | Nee, verbeterd op 5 september 1999     |
| 7 juli 1982       | David Moorcroft              | 5000 m               | 13.00,41     | Nee, verbeterd op 27 juli 1985         |
| 28 juni 1984      | Ingrid Kristiansen           | 5000 m               | 14.58,89     | Nee, verbeterd op 26 augustus 1985     |
| 27 juli 1985      | Ingrid Kristiansen           | 10.000 m             | 30.59,42     | Nee, verbeterd op 5 juli 1986          |
| 27 juli 1985      | Saïd Aouita                  | 5000 m               | 13.00,40     | Nee, verbeterd op 22 juli 1987         |
| 27 juli 1985      | Steve Cram                   | 1 Eng. mijl          | 3.46,32      | Nee, verbeterd op 5 september 1993     |
| 5 juli 1986       | Ingrid Kristiansen           | 10.000 m             | 30.13,74     | Nee, verbeterd op 8 september 1993     |
| 10 juli 1993      | Yobes Ondieki                | 10.000 m             | 26.58,38     | Nee, verbeterd op 22 juli 1994         |
| 22 juli 1994      | William Sigei                | 10.000 m             | 26.52,23     | Nee, verbeterd op 5 juni 1995          |
| 4 augustus 1997   | Haile Gebrselassie           | 10.000 m             | 26.31,32     | Nee, verbeterd op 22 augustus 1997     |
| 28 juli 2000      | Trine Hattestad              | speerwerpen          | 69,48 m*     | Nee, verbeterd op 1 juli 2001          |
| 3 juni 2004       | Elvan Abeylegesse            | 5000 m               | 14.24,68     | Nee, verbeterd op 3 juni 2006          |
| 15 juni 2007      | Meseret Defar                | 5000 m               | 14.16,63     | Nee, verbeterd op 6 juni 2008          |
| 6 juni 2008       | Tirunesh Dibaba              | 5000 m               | 14.11,15     | Nee, verbeterd op 7 oktober 2020       |
| 1 juli 2021       | Karsten Warholm              | 400 m horden         | 46,70        | Nee, verbeterd op 3 augustus 2021      |

* Beste prestatie sinds invoeren van nieuwe speer, geen officieel wereldrecord.

## Meetingrecords
| Onderdeel            | Prestatie              | Atleet                                                                   | Nationaliteit | Datum            |
| -------------------- | ---------------------- | ------------------------------------------------------------------------ | ------------- | ---------------- |
| 100 m                | 9,79 s (+0,6 m/s)      | Usain Bolt                                                               | JAM           | 7 juni 2012      |
| 200 m                | 19,77 s (+0,6 m/s)     | Erriyon Knighton                                                         | USA           | 15 juni 2023     |
| 400 m                | 43,86 s                | Michael Johnson                                                          | USA           | 21 juli 1995     |
| 800 m                | 1.42,04                | David Rudisha                                                            | KEN           | 4 juni 2010      |
| 1000 m               | 2.12,18                | Sebastian Coe                                                            | GBR           | 11 juli 1981     |
| 1500 m               | 3.27,95                | Jakob Ingebrigtsen                                                       | NOR           | 15 juni 2023     |
| mijl                 | 3.44,90                | Hicham El Guerrouj                                                       | MAR           | 4 juli 1997      |
| 2000 m               | 4.50,01                | Jakob Ingebrigtsen                                                       | NOR           | 11 juni 2020     |
| 3000 m               | 7.26,25                | Yomif Kejelcha                                                           | ETH           | 1 juli 2021      |
| 2 mijl               | 8.15,2                 | Rod Dixon                                                                | NZL           | 17 juli 1979     |
| 5000 m               | 12.36,73               | Hagos Gebrhiwet                                                          | ETH           | 30 mei 2024      |
| 6 mijl               | 26.47,0                | Ron Clarke                                                               | AUS           | 14 juli 1965     |
| 10.000 m             | 26.31,32               | Haile Gebrselassie                                                       | ETH           | 4 juli 1997      |
| 20.000 m             | 57.55,01               | Sondre Nordstad Moen                                                     | NOR           | 11 juni 2020     |
| 25.000 m             | 1:12.46,5              | Sondre Nordstad Moen                                                     | NOR           | 11 juni 2020     |
| uurrecord            | 20.703 m               | Sondre Nordstad Moen                                                     | NOR           | 11 juni 2020     |
| 110 m horden         | 13,00 s (−0,1 m/s)     | Ladji Doucoure                                                           | FRA           | 29 juli 2005     |
| 300 m horden         | 32,67 s                | Karsten Warholm                                                          | NOR           | 12 juni 2025     |
| 400 m horden         | 46,52 s                | Karsten Warholm                                                          | NOR           | 15 juni 2023     |
| 2000 m steeplechase  | 5.20,00                | Krzysztof Wesołowski                                                     | POL           | 28 juni 1984     |
| 3000 m steeplechase  | 8.01,83                | Paul Kipsiele Koech                                                      | KEN           | 9 juni 2011      |
| hoogspringen         | 2,38 m                 | Mutaz Essa Barshim                                                       | QAT           | 15 juni 2017     |
| polsstokhoogspringen | 6,15 m                 | Armand Duplantis                                                         | SWE           | 12 juni 2025     |
| verspringen          | 8,53 m (+0,9 m/s)      | Irving Saladino                                                          | PAN           | 2 juni 2006      |
| hink-stap-springen   | 18,01 m (+0,4 m/s)     | Jonathan Edwards                                                         | GBR           | 9 juli 1998      |
| kogelstoten          | 22,29 m                | Tomas Walsh                                                              | NZL           | 7 juni 2018      |
| discuswerpen         | 70,91 m                | Mykolas Alekna                                                           | LTU           | 30 mei 2024      |
| kogelslingeren       | 81,92 m                | Wojciech Nowicki                                                         | POL           | 15 juni 2023     |
| speerwerpen          | 94,22 m (oude speer)   | Michael Wessing                                                          | FRG           | 3 augustus 1978  |
| speerwerpen          | 92,60 m (nieuwe speer) | Raymond Hecht                                                            | GER           | 21 juli 1995     |
| 5000 m snelwandelen  | 20.27,01               | Erling Andersen                                                          | NOR           | 3 augustus 1979  |
| 10000 m snelwandelen | 40.50,0                | Erling Andersen                                                          | NOR           | 3 augustus 1979  |
| 20000 m snelwandelen | 1:27.56,8              | Erling Andersen                                                          | NOR           | 23 augustus 1981 |
| 30000 m snelwandelen | 2:35.45,6              | Tore Brustad                                                             | NOR           | 20 juli 1970     |
| 50000 m snelwandelen | 4:42.10,0              | Per Ola Sverre                                                           | NOR           | 9 augustus 1974  |
| 4 x 100 m            | 40,31 s                | Elvis Afrifa Taymir Burnet Solomon Bockarie Raphael Bouju                | NED           | 16 juni 2022     |
| 4 x 1500 m           | 14.40,4                | Tony Polhill 3:42.9 John Walker 3:40.4 Rod Dixon 3:41.2 Dick Quax 3:35.9 | NZL           | 22 augustus 1973 |

1 Doorkomsttijd
| Onderdeel            | Prestatie              | Atlete                                                | Nationaliteit | Datum            |
| -------------------- | ---------------------- | ----------------------------------------------------- | ------------- | ---------------- |
| 100 m                | 10,75 s (+0,9 m/s)     | Marie-Josée Ta Lou                                    | CIV           | 15 juni 2023     |
| 200 m                | 21,93 s                | Dafne Schippers                                       | NED           | 9 juni 2016      |
| 400 m                | 49,23 s                | Taťána Kocembová                                      | TCH           | 23 augustus 1983 |
| 600 m                | 1.29,06                | Hedda Hynne                                           | NOR           | 11 juni 2020     |
| 800 m                | 1.55,04                | Jarmila Kratochvílová                                 | TCH           | 23 augustus 1983 |
| 1500 m               | 3.57,40                | Suzy Favor-Hamilton                                   | USA           | 28 juli 2000     |
| mijl                 | 4.17,13                | Birke Haylom                                          | ETH           | 15 juni 2023     |
| 3000 m               | 8.24,20                | Georgia Griffith                                      | AUS           | 30 mei 2024      |
| 5000 m               | 14.11,15               | Tirunesh Dibaba                                       | ETH           | 6 juni 2008      |
| 10.000 m             | 30.13,74               | Ingrid Kristiansen                                    | NOR           | 5 juli 1986      |
| 100 m horden         | 12,49 s (+0,7 m/s)     | Sally Pearson                                         | AUS           | 7 juni 2012      |
| 200 m horden         | 26,11 s (−0,9 m/s)     | Line Kloster                                          | NOR           | 11 juni 2020     |
| 300 m horden         | 39,42 s                | Sara Petersen                                         | DEN           | 11 juni 2020     |
| 400 m horden         | 52,30 s                | Femke Bol                                             | NED           | 15 juni 2023     |
| 3000 m steeplechase  | 9.02,60                | Faith Cherotich                                       | KEN           | 12 juni 2025     |
| hoogspringen         | 2,05 m                 | Stefka Kostadinova                                    | BUL           | 4 juli 1987      |
| polsstokhoogspringen | 4,85 m                 | Yelena Isinbayeva                                     | RUS           | 15 juni 2007     |
| verspringen          | 7,29 m (+0,9 m/s)      | Heike Drechsler                                       | GER           | 22 juli 1994     |
| hink-stap-springen   | 15,11 m (+0,1 m/s)     | Yamilé Aldama                                         | CUB           | 27 juni 2003     |
| kogelstoten          | 20,26 m                | Valerie Adams                                         | NZL           | 9 juni 2011      |
| discuswerpen         | 69,78 m                | Tsvetanka Khristova                                   | BUL           | 5 juli 1986      |
| speerwerpen          | 76.34 m (oude speer)   | Fatima Whitbread                                      | GBR           | 4 juli 1987      |
| speerwerpen          | 69.48 m (nieuwe speer) | Trine Hattestad                                       | NOR           | 28 juli 2000     |
| 3000 m snelwandelen  | 13.45,7                | Frøydis Hilsen                                        | NOR           | 23 augustus 1981 |
| 5000 m snelwandelen  | 22.59,6                | Anita Blomberg                                        | NOR           | 17 juni 1988     |
| 4 x 100 m            | 43,69 s                | Jamile Samuel Tasa Jiya Leonie van Vliet Naomi Sedney | NED           | 16 juni 2022     |
| 4 x 400 m            | 3.28,38                | Carys McAulay Ama Pipi Lina Nielsen Nicole Kendall    | GBR           | 15 juni 2023     |